# The Shop Girl's Big Day
The Shop Girl's Big Day è un cortometraggio muto del 1913. Il nome del regista non appare nei credit del film.

## Produzione
Il film fu prodotto dalla St. Louis Motion Picture Company e dalla Frontier Motion Picture Company.

## Distribuzione
Distribuito dall'Universal Film Manufacturing Company, il film - un cortometraggio in una bobina - uscì nelle sale cinematografiche USA il 2 ottobre 1913.